# Prva gimnazija Maribor
Prva gimnazija Maribor je srednješolska ustanova, natančneje gimnazija v Mariboru, Slovenija. Kot realna gimnazija je začela delovati leta 1850.

## Izobraževalni programi
Prva gimnazija izvaja več programov: splošno gimnazijo, klasično gimnazijo s poudarkom na humanističnih vedah in maturitetni tečaj, ki omogoča kandidatom izpolnitev pogojev za pristop k maturi.
Ob treh obveznih maturitetnih predmetih so izbirni predmeti Prve gimnazije:
- angleščina,
- nemščina,
- francoščina,
- italijanščina,
- španščina,
- biologija,
- fizika,
- kemija,
- zgodovina,
- geografija,
- filozofija,
- sociologija,
- psihologija,
- umetnostna zgodovina,
- informatika.

Prva gimnazija izvaja več programov: splošno gimnazijo, klasično gimnazijo s poudarkom na humanističnih vedah in maturitetni tečaj, ki omogoča kandidatom izpolnitev pogojev za pristop k maturi.

## Zgodovina
Prvi razred nižje realke je nastal 1850 v Mariboru, višja sedemletna realka pa 1870, še brez lastne stavbe. Današnja stavba šole je bila po načrtih graškega arhitekta Wilhelma Bücherja zgrajena 1873 v klasicističnem slogu in predana svojemu namenu. Leta 1924 se je sedemletna realka preoblikovala v osemletno realno gimnazijo. 1925 je bila izvedena prva matura v slovenščini. 1941 je bila pod okupacijo Tretjega rajha med drugo svetovno vojno realna gimnazija ukinjena. Ustanovljena je bila nemška šola Oberschule für Jungen am Tegetthoff - Gymnasium in Marbrug a.a. Drau. 1945 se je šola preimenovala v  I. gimnazijo in nato v šolskem letu  1959/1960|60 v Prvo gimnazijo. 1981 je bila Prva gimnazija v okviru uvedbe usmerjenega izobraževanja preoblikovana in preimenovana  v Srednjo družboslovno šolo, dokler ni bila 1990 znova preoblikovana in preimenovana v Prvo gimnazijo Maribor.